# Vehicle esportiu utilitari

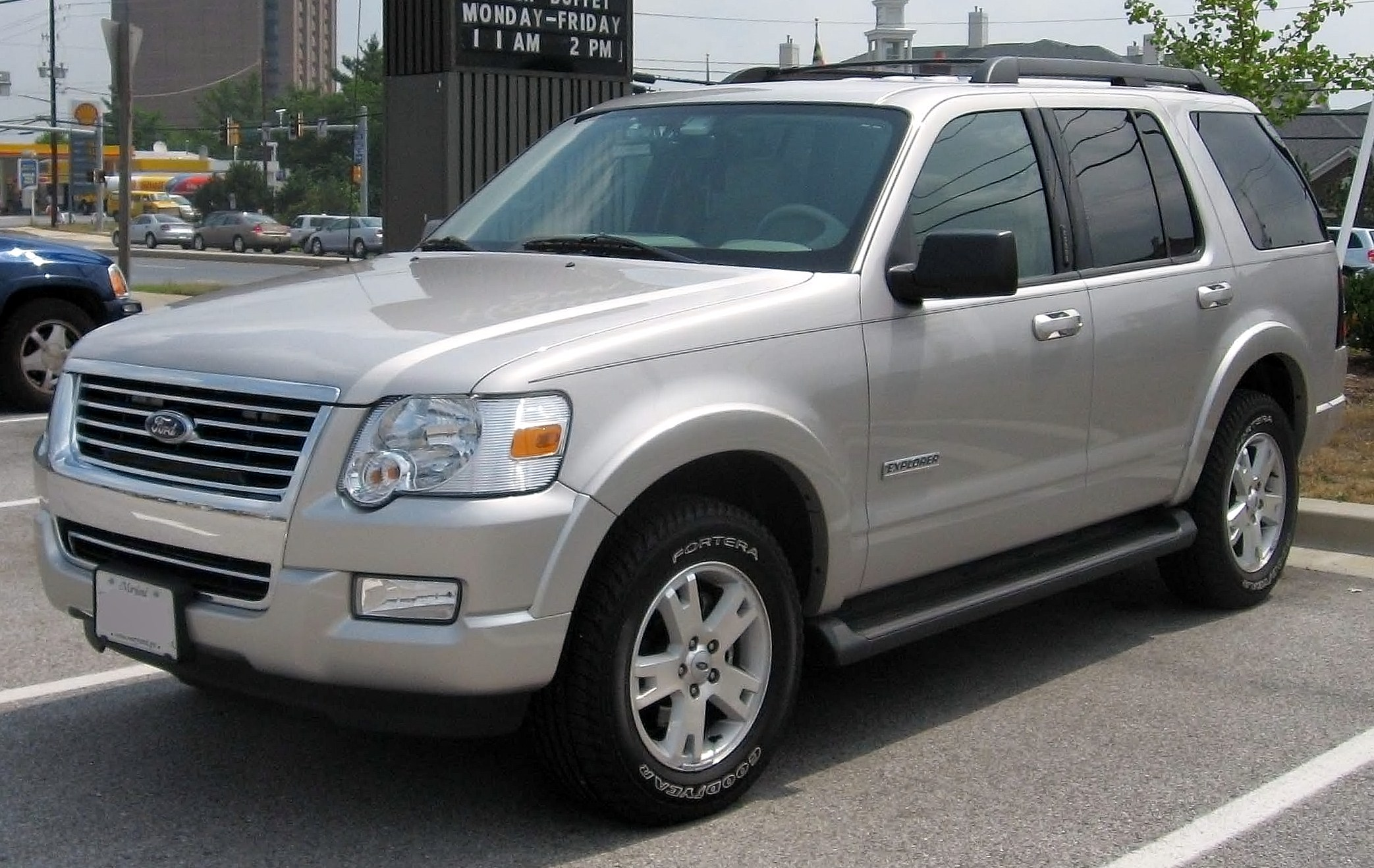
Ford Explorer, vehicle esportiu utilitari tradicional.

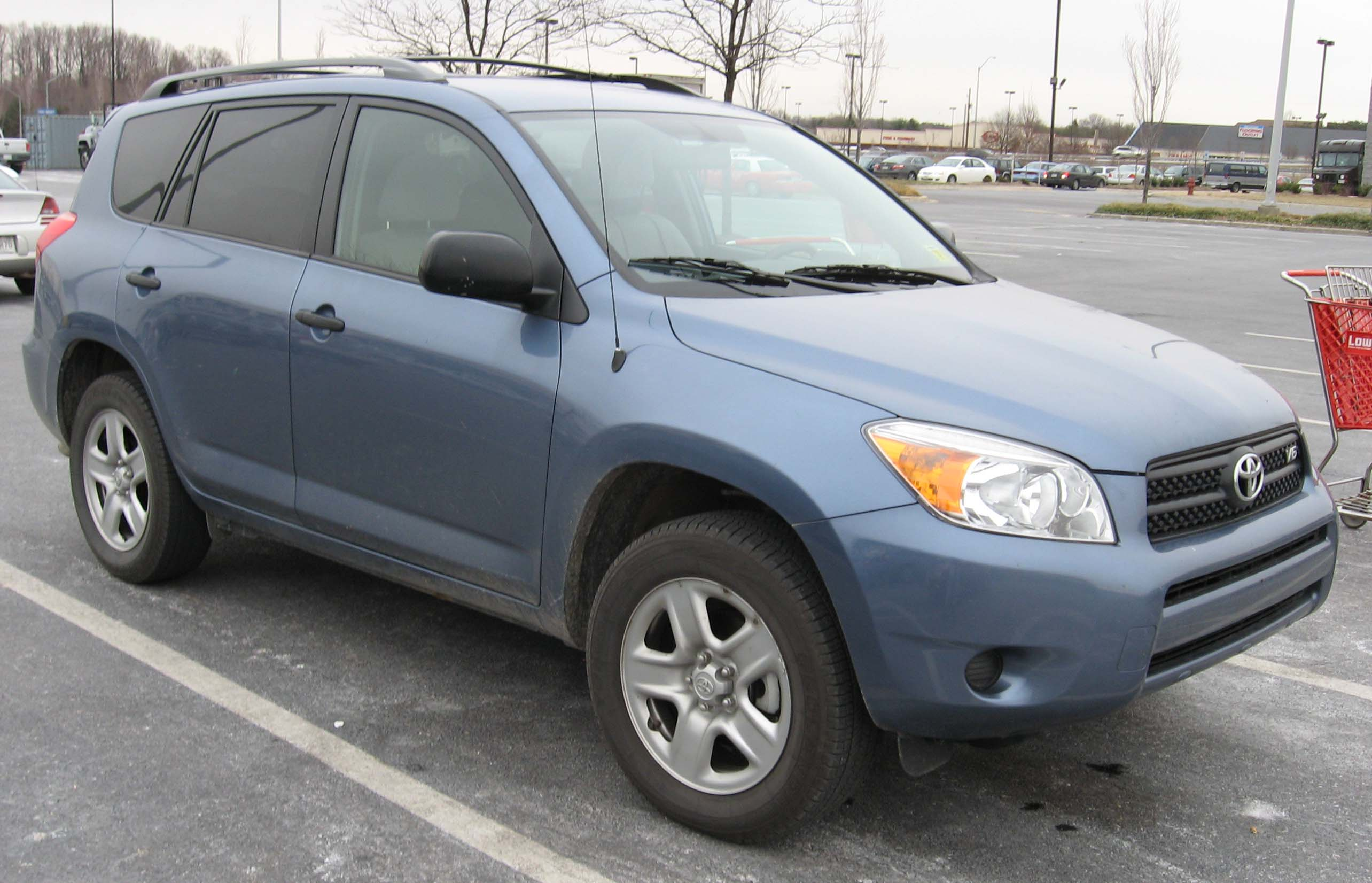
Toyota RAV4, vehicle esportiu utilitari «compacte» basat en plataforma de tracció davantera.

Vehicle esportiu utilitari o SUV (traducció de l'anglès: Sport Utility Vehicle), és un vehicle tot camí, una categoria d'automòbils que combina elements d'un automòbil de turisme amb característiques d'un automòbil tot terreny, com ara l'alçada respecte al terra i la tracció a les quatre rodes.

## Denominació
Aquests tipus de vehicles han rebut diferents noms fins a estabilitzar-se en el terme Sport Utility Vehicle, (abreujat SUV) és a dir vehicle utilitari esportiu, vehicle polivalent tot camí, automòbil tot camí, vehicle tot terreny lleuger, i al principi Jeep, atès que els dos primers models d'aquest gènere (Wagoneer i Cherokee) eren d'aquesta marca..

## Història
Un antecedent molt encertat és el Jeep Wagoneer, que va sortir a la venda en la dècada dels 60 i va ser venut fins al 1987, i més tard el model Cherokee va ser un veritable representant en els vehicles tot camí.
Els esportius utilitaris van ser coneguts així en la dècada del 1990 pels fabricants d'automòbils com una alternativa als turismes, donant-li més importància a la comoditat en asfalt que a les prestacions en tot terreny però mantenint l'aspecte exterior «aventurer».

## Característiques
Els esportius utilitaris tradicional solen tenir xassís de travessers, o monocasc en alguns casos, i posseeixen motor davanter longitudinal i tracció posterior o tracció en les quatre rodes i solen estar adaptat per a un ús majoritari en asfalt. Aquests poden no tenir tracció a les quatre rodes i de reductora, i el recorregut de la suspensió i el rebuig al pis solen ser menors pel que fa a un automòbil tot terreny. Totes aquestes característiques fan que els esportius utilitaris tinguin un pes menor que un automòbil tot terreny tradicional i, per tant, consumeixin menys combustible.
Els vehicles esportiu utilitaris «compactes» o «vehicles tot terreny lleugers», o els més petits «automòbil tot terreny», tenen xassís monocasc i estan basats en plataformes de tracció davantera convertits en tracció integral, o en les quatre rodes i són venuts per la seva millor capacitat de circular per camins en mal estat que fa a un turisme o un monovolum, encara que les seves qualitats per circular fora de camins no són millors que les d'un tot terreny tradicional. Als Estats Units, el terme  Sport Utility Vehicle  es fa servir per designar aquests automòbils, mentre que es fa servir crossover per als tot camí.